# Кароль Вонторек
Кароль Вонторек (пол. Karol Wątorek; 29 вересня 1875, Добчице — 12 лютого 1944, Львів) — польський інженер у галузі залізничного будівництва, ректор Львівської політехніки 1924—1925 академічному році.

## Біографія
Народився 29 вересня 1875 року в Добчицях (нині місто Мисленицького повіту Малопольського воєводства в Польщі).
У 1893 році закінчив гімназію у Кракові, протягом року навчався в Яґеллонському університеті та чотири роки на інженерному відділі Львівської політехніки.
У 1898 році став асистентом кафедри будівництва мостів. У 1899—1909 роках працював на будівництві залізниці Самбір—Сянок. Упродовж 1905—1909 років — конструктор кафедри будівництва доріг, залізниць і тунелів.
Із 1907 року — доктор, 1908/09 — доцент відділу будівництва залізниць, заступник професора. В 1918/1919 році був деканом інженерного відділу. У 1924—1925 академічному році обраний ректором Львівської політехніки. До 1941 року — професор залізничного будівництва.
Помер 12 лютого 1944 року у Львові.
Нагороджений Командорським хрестом Ордена Відродження Польщі (1929).